# Orłowiny (Sędek)
Orłowiny – dawna wieś, obecnie słabo zamieszkany przysiółek wsi Sędek w Polsce, położonej w województwie świętokrzyskim, w powiecie kieleckim, w gminie Łagów. Leży w lesie pomiędzy Sędkiem a Wojteczkami, w pobliżu Góry Kiełki.

## Historia
Wieś Orłowiny w latach 1867–1954 należała do gminie Łagów w powiecie opatowskim w guberni kieleckiej. W II RP przynależała do woj. kieleckiego, gdzie 2 listopada 1933 utworzyła gromadę o nazwie Orłowiny w gminie Łagów.
Podczas II wojny światowej włączona do Generalnego Gubernatorstwa (dystrykt radomski, powiat opatowski), nadal jako gromada w gminie Łagów, licząca w 1943 roku 137 mieszkańców. W marcu 1943 roku wieś została spacyfikowana przez żandarmerię niemiecką i znacznie wyludniona.
Po wojnie w województwie kieleckim, formalnie znów jako gromada, jedna z 13 gminy Łagów w powiecie opatowskim. W związku z reformą znoszącą gminy jesienią 1954 roku, Orłowiny weszła w skład nowo utworzonej gromady Złota Woda, obejmującej wsie Złota Woda, Sendek, Orłowiny i Lechówek. Gromadę Złota Woda zniesiono 31 grudnia 1959, a jej obszar włączono do gromady Łagów. W związku z kolejną reformą administracyjną w 1973 rokyu Orłowiny weszły ponownie w skład gminy Łagów. W latach 1975–1998 wieś należała administracyjnie do województwa kieleckiego.
Większość Orłowin jest obecnie opuszczona; pozostało po niej kilka domów.